# Хансен, Ханс Йорген
Ханс Йорген Хансен (дат. Hans Jørgen Hansen; 6 октября 1879, Твед, Южная Дания — 10 декабря 1966, Фредериксберг) — датский хоккеист на траве, полевой игрок. Серебряный призёр летних Олимпийских игр 1920 года.

## Биография
Ханс Йорген Хансен родился 6 октября 1879 года в пригороде Твед датского города Свеннборг.
Играл в хоккей на траве за «Копенгаген».
В 1920 году вошёл в состав сборной Дании по хоккею на траве на летних Олимпийских играх в Антверпене и завоевал серебряную медаль. Играл в поле, провёл 3 матча, мячей (по имеющимся данным) не забивал.
Умер 10 декабря 1966 года в датском городе Фредериксберг.